# 马琮璜
马琮瑛（1909年—1993年），中国人民解放军将领、中国人民解放军开国少将。
曾任中国人民解放军成都军区后勤部卫生部政委。1955年，授予中国人民解放军少将。